# Liacarus xylariae
Liacarus xylariae är en kvalsterart som först beskrevs av Schrank 1803.  Liacarus xylariae ingår i släktet Liacarus och familjen Liacaridae. Inga underarter finns listade i Catalogue of Life.